# Селище Докучаєва
Докучаєва — місцевість у Індустріальному районі Харкова, розташована на південному сході міста, в районі залізничної станції Рогань.
У вересні 2012 року західна частина селища Докучаєва Харківського району площею 33,52 га була включена в межі Індустріального району міста Харкова.
Вулиці:
- Васищевська
- Кулєшова
- Маримонтська
- Палладіна
- Пулавська
- Роганська (частина)
- провулок Кулєшова